# Olax subscorpioidea
Olax subscorpioidea är en tvåhjärtbladig växtart som beskrevs av Oliver. Olax subscorpioidea ingår i släktet Olax och familjen Olacaceae. Utöver nominatformen finns också underarten O. s. durandii.